# Basjkierse Autonome Socialistische Sovjetrepubliek
De Basjkierse Autonome Socialistische Sovjetrepubliek of Baskierse ASSR (Basjkiers: (Bashkir: Башҡорт Автономиялы Совет Социалистик Республикаhы; (Russisch: Башкирская Автономная Советская Социалистическая Республика) was een autonome socialistische sovjetrepubliek van de Sovjet-Unie die opgericht werd op 23 maart 1919 uit het gouvernement Oefa en autonoom Basjkirostan. Na de ontbinding van de Sovjet-Unie in 1991 werd het omgevormd tot autonome republiek Basjkirostan van de Russische Federatie.

## Geschiedenis
Deze autonome socialistische sovjetrepubliek omvatte 143.600 vierkante km in het zuidoosten van Europees Rusland in het oosten begrensd door de Oeral en het zuidwestelijke punt lag op zeventig kilometer van de grens van Kazachstan. De republiek werd bewoond door de nomadische Turkse Basjkirs op de steppen en tijdens de dertiende eeuw door de Gouden Horde. De Russen stichtten in de zestiende eeuw de stad Oefa. Er braken onrusten uit toen er in de daaropvolgende eeuwen grote Russische kolonisten in het gebied kwamen wonen. De Basjkieren gaven in de negentiende eeuw hun nomadenbestaan op en namen de agrarische levensstijl aan en de traditionele clanstructuur verdween grotendeels. De Basjkieren waren islamitisch, terwijl de Russische bevolking voornamelijk lid van de Oosters Orthodoxe Kerk waren. Na een grote veldslag in de Russische Burgeroorlog in 1919 werd Basjkirostan de eerste etnische regio die een autonome sovjetrepubliek kreeg. De republiek verklaarde zich soeverein in 1990 en de republiek verklaarde zich in 1992 volledig onafhankelijk. Twee jaar later ging Bashkortostan akkoord om als autonome republiek Basjkirostan toch in de Russische Federatie te blijven.